# ماركو كالديروني
ماركو كالديروني (بالإيطالية: Marco Calderoni)‏ (18 فبراير 1989 في إيطاليا - ) هو لاعب كرة قدم إيطالي في مركز الظهير الأيسر. شارك مع منتخب إيطاليا تحت 18 سنة لكرة القدم ومنتخب إيطاليا تحت 20 سنة لكرة القدم. أما مع النوادي، فقد لعب مع كييفو فيرونا ونادي أسكولي ونادي باري ونادي باليرمو ونادي بياتشينزا ونادي ليتشي ولاتينا كالتشيو ونادي غروسيتو.

## وصلات خارجية
- ماركو كالديروني على موقع الاتحاد الدولي (مؤرشف)  (الإنجليزية)
- ماركو كالديروني على موقع قاعدة بيانات كرة القدم.إي يو (الإنجليزية)
- ماركو كالديروني على موقع Soccerbase.com (لاعب) (الإنجليزية)
- ماركو كالديروني على موقع Soccerway.com (الإنجليزية)
- ماركو كالديروني على موقع عالم كرة القدم.نت (الإنجليزية)
- ماركو كالديروني على موقع AS.com (الإسبانية)